# Coniglio (zodiaco cinese)

Coniglio

Il Coniglio ( 兔 ), o Lepre, è il quarto animale nel ciclo di 12 anni dello Zodiaco cinese. Secondo la tradizionale astrologia cinese, il Coniglio è quieto, riservato, introspettivo, meditabondo e fortunato. L'Anno del Coniglio è associato con il simbolo 卯.

## Anni e i Cinque Elementi
Le persone nate nel periodo compreso fra le seguenti date si dice che sono nate nell'"anno del Coniglio":
- 29 gennaio, 1903 - 15 febbraio, 1904: Acqua
- 14 febbraio, 1915 - 2 febbraio, 1916: Legno
- 2 febbraio, 1927 - 22 gennaio, 1928: Fuoco
- 19 febbraio, 1939 - 7 febbraio, 1940: Terra
- 6 febbraio, 1951 - 26 gennaio, 1952: Metallo
- 25 gennaio, 1963 - 12 febbraio, 1964: Acqua
- 11 febbraio, 1975 - 30 gennaio, 1976: Legno
- 29 gennaio, 1987 - 16 febbraio, 1988: Fuoco
- 16 febbraio, 1999 - 4 febbraio, 2000: Terra
- 3 febbraio, 2011 - 22 gennaio, 2012: Metallo
- 2023 - 2024: Acqua
- 2035 - 2036: Legno
- 2047 - 2048: Fuoco

## Attributi
La tradizionale astrologia cinese considera i nati nell'Anno del Coniglio ideali per affermarsi come diplomatici e politici. Nella cultura cinese, il Coniglio è aggraziato, colto, ben educato, di talento e ambizioso. Essi sono virtuosi, riservati e hanno un gusto eccezionale. I Conigli sono ammirati, degni di fiducia e sono spesso finanziariamente fortunati. Sebbene i Conigli vadano d'accordo con molte persone, essi sono considerati essere, di base, creature riservate e sono le sole veramente felici quando ricevono meriti in qualche attività scolastica o intellettuale. I Conigli sono considerati anche troppo sensibili per il mondo attorno a loro; essi non sono in grado di prosperare in ambienti competitivi e aggressivi e sono ansiosi quando altri li forzano a rischiare. Il loro mondo interiore è considerato troppo delicato per situazioni sconvolgenti e imprevedibili e tendono a creare una pacifica e confortevole atmosfera istintivamente. Secondo la tradizionale astrologia cinese, questa caratteristica li rende ospitali e persone attente, a cui interessa di quelli attorno a loro.
La loro natura compassionevole li porta ad essere molto protettivi verso coloro che ritengono cari, ma la loro sentimentalità può portarli ad idealizzare i rapporti. Il dolce e sensibile Coniglio spesso finisce con il dare più di se stesso al partner di quanto sia realistico e salutare. Quando il segno perde l'equilibrio sentimentale, il gruppo di amici e la sua stabile vita familiare lo aiutano a ridargli serenità.
Il Coniglio è un segno abbastanza delicato che ha bisogno di una solida base per prosperare. In mancanza di una famiglia e di un gruppo di amici vicino alle sue esigenze e che lo supporta, il Coniglio potrebbe esplodere in un pianto a dirotto al primo segno di conflitto. Gli sconvolgimenti emozionali nella vita di questo segno possono condurre alla malattia fisica, perciò essi tentano sempre di evitare la battaglia. I Conigli possono cadere anche in depressione e potrebbero sembrare bloccati e inibiti, spesso per mascherare la loro natura insicura. Essi tendono a muoversi imparando dalle lezioni della vita completamente da soli, con un movimento contemplativo; è uno spreco di tempo diventare matti davanti al sembrare disinteressato di questo segno di fronte ai suoi problemi.
Con il giusto compagno—qualcuno i cui alti principi non gli permettano di avvantaggiarsi su questo sensibile e generoso segno—il Coniglio può instaurare un legame incredibilmente forte e protettivo con il proprio partner. Essi amano restare a casa ed essere sempre sicuri che sia confortante e ammobiliata con gusto. Ciò di cui i Conigli necessitano di più è un più forte senso di autostima e la sicurezza che con esso arriva. La loro natura perspicace, accoppiata con un po' di determinazione, aiuterà queste felici creature ad andare lontano. Il Coniglio medio enfatizza l'importanza dei piccoli dettagli, pone attenzione a tutto, dai colori, design e mobilia al cibo e alla conversazione. È solo quando essi sono sicuri che tutto è stato disposto come desiderato che gli individui di questo segno si rilassano e cominciano a divertirsi.
I nati nell'anno del Coniglio spesso conducono uno stile di vita conservatore, dove uno dei punti più importanti è la sicurezza. Questa qualità ha delle conseguenze negative: optando per la sicurezza oltre il rischio, essi possono mancare buone opportunità. Queste persone non sono frivole o irresponsabili, quando essi veramente credono in qualcosa, sono serie, perseveranti e capaci.
Essendo particolarmente calmi, non è facile provocare un Coniglio. Sono sentimentali e compassionevoli. Possono essere mosse nei rapporti da problemi personali che condividi con loro.
- - In tutti i paesi orientali che utilizzano il medesimo zodiaco al posto del Coniglio c'è il Gatto.

## Attributi tradizionali del Coniglio/Associazioni
| Attributo                     |                                                                            |
| ----------------------------- | -------------------------------------------------------------------------- |
| Posizione nello Zodiaco       | Quarto                                                                     |
| Ore più adatte nella giornata | 5 am - 7 am                                                                |
| Direzione                     | Est                                                                        |
| Stagione e mese               | Primavera, marzo                                                           |
| Date dei Mesi Lunari          | 6 marzo-4 aprile                                                           |
| Pietra preziosa               | Acquamarina                                                                |
| Colore                        | Verde, Pesca                                                               |
| Equivalente segno             | Pesci                                                                      |
| Polarità                      | Yin                                                                        |
| Elemento                      | Legno                                                                      |
| Tratti positivi               | Sensibile, accorto, ben educato, ospitale, modesto, diplomatico, artistico |
| Tratti negativi               | Indeciso, pettegolo, ipocondriaco, semplice, timido, credulone             |
| Massima compatibilità         | capra, cane, maiale, drago                                                 |
| Compatibilità parziale        | serpente, bufalo, scimmia                                                  |
| Difficile compatibilità       | topo, tigre, gallo, cavallo                                                |
| Nazioni                       | Belgio, Finlandia, Croazia, Cile, Irlanda                                  |